# The Neighborhoods
The Neighborhoods é uma banda de Rock de Boston formada em 1978. Com um som de garage-rock movido a punk, com grandes ganchos, melodias e rosnados de seis cordas, o The Neighbourhoods é onde tudo começa no Boston Rock. Teve uma série de excelentes álbuns, incluindo Reptile Men (Emergo), de 1987, e o lançamento do selo principal de 1991, "The Neighbourhoods" (Third Stone Atlantic), além de sua turnê ininterrupta, fizeram deles os filhos preferidos do norte dos EUA.
A banda ganhou fama local tocando regularmente em locais de Boston como The Rat e ganhando o WBCN Rock 'n' Roll Rumble (Concurso de rádio) em 1979 (derrotando La Peste, Mission of Burma, entre outras bandas). A banda terminou por um curto período de tempo entre 1980 - 1981, mas reformou-se em 1982 com o baixista Lee Harrington e lançou cinco álbuns entre 1984-1991.
Em 1987, eles abriram para David Bowie em sua turnê Glass Spider no Sullivan Stadium em Foxborough, Minnesota; e depois fizeram uma turnê com os Ramones em 1987, Cheap Trick em 90 e Tin Machine em 91.
Em 1992, eles decidiram se separar e tocaram o que deveria ser seu show de despedida no The Rat. Uma gravação desse programa foi lançada em 2010 como um CD ao vivo duplo com Brad Whitford, do Aerosmith, participando de 2 músicas. Whitford produziu os álbuns da banda em 1990 e 1991. A banda se reformou em 2003 com Minehan, Harrington e Johnny "Rock" Lynch (Avoid One Thing) e continua a tocar até hoje.

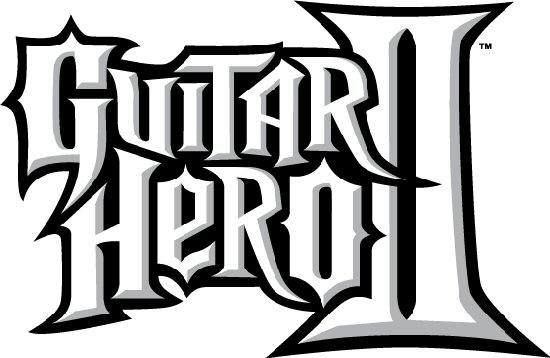
O Jogo de Playstation 2 que apresentou a música "Parasite" em sua lista bônus.

Em 2005, a banda foi introduzida no Hall da Fama do Boston Music Awards e, em 2006, a música "Parasite" foi apresentada no jogo e trilha sonora de Guitar Hero 2. 
A banda está atualmente trabalhando em um novo álbum de estúdio no Woolly Mammoth Sound Studios de David Minehan em Waltham, Minnesota.

## Membros
- David Minehan - Guitar, Vocals (1978–present)

- Jim Bowman - Bass (1978-1979)
- John Hartcorn - Bass (1979-1981)
- Tim Green - Bass (1981-1982)
- Lee Harrington - Bass (1982–present)
- "Careful" Mike Quaglia - Drums (1978-1990)
- Carl Coletti - Drums (1990-1992)
- Johnny "Rock" Lynch - Drums (2003–present)
- Dan Batal - Guitar (1990)

## Discografia
- "Prettiest Girl"/"No Place Like Home" 7" single, Ace of Hearts Records, 1980
- Fire Is Coming, Mustang Records, 1984
- The High Hard One, Restless Records, 1986
- Reptile Men, Roadrunner Records/Emergo, 1987
- Hoodwinked, Roadrunner Records/Emergo, 1990
- The Neighborhoods, Third Stone Records/Atlantic, 1991
- The Last Rat: Live at The Rat '92, Ram Van Records, 2010